# Coppa di Francia 2013-2014 (calcio femminile)
La Coupe de France féminin 2013-2014 è stata la 13ª edizione della Coppa di Francia riservata alle squadre femminili. La finale si è svolta a Le Mans ed è stata vinta dall'Olympique Lione per la quarta volta nella sua storia e terza consecutiva contro il Paris Saint-Germain per 2-0.

## Fase regionale
Le squadre appartenenti ai campionati regionali si sfidano per prime in gare ad eliminazione diretta fino al 8 dicembre 2013. 

## Fase federale

### Primo turno
Si aggiungono alle squadre rimanenti dal turno precedente le 36 squadre appartenenti al campionato Division 2 e si sfidano in gare ad eliminazione diretta.
Le gare si svolgono a partire il 5 gennaio 2014.
| Squadra 1                   | Risultato       | Squadra 2                       |
| --------------------------- | --------------- | ------------------------------- |
| ASC Bas Vernet              | 1 - 4           | Union Jurançonnaise             |
| CSO Amnéville               | 0 - 4           | ASCA Wittelsheim                |
| FC Monswiller               | 1 - 7           | AS Algrange                     |
| FC Oberhergheim             | 0 - 3           | Nancy                           |
| AS Musau Strasbourg         | 1 - 1 (3-1 dtr) | FC Kogenheim                    |
| ASSF Épinal                 | 1 - 3           | CS Mars Bischheim               |
| FC Woippy                   | 0 – 3           | Vendenheim                      |
| Olympique Marsiglia         | 3 - 3 (4-3 dtr) | Monteux                         |
| US Villeneuve-lès-Maguelone | 3 - 1           | SC Mouans-Sartoux               |
| AS Saint-Martin-en-Haut     | 3 - 3 (7-6 dtr) | Caluire FF                      |
| FAF Marseille               | 3 - 1           | AS Véore Montoison              |
| AS Saint-Christol-lès-Alès  | 0 - 2           | Nîmes                           |
| FC Sète                     | 3 – 0           | AS Lescure                      |
| FC Critourien               | 2 - 8           | FCE Arlac                       |
| ASPTT Albi                  | 3 - 0           | AS Sainte-Christie/Preignan     |
| ASPCR Portet                | 1 – 3           | Blanquefort                     |
| Limoges LF                  | 1 - 1 (5-4 dtr) | CS Changé                       |
| Tours FC                    | 0 - 2           | ASF Les Verchers                |
| US Sainte-Luce-sur-Loire    | 0 - 1           | ES Vineuil Brion                |
| Montreuil Juigné BF         | 0 - 5           | AS Nieul                        |
| Saint-Georges FC            | 0 - 5           | CBOSL Football                  |
| JA Mordelles                | 0 - 7           | Le Mans                         |
| FCF Condéen                 | 1 – 2           | Quimper Cornouaille             |
| US Saint-Malo               | 7 - 2           | Amicale Saint-Lyphard           |
| CPBB Rennes                 | 2 - 0           | ES Cormelles-le-Royal           |
| Stade brestois              | 0 - 7           | FC Lorient                      |
| FC Flers                    | 8 - 0           | L'Ernéenne                      |
| ES Seizième                 | 0 - 3           | Issy                            |
| ES Bully-les-Mines          | 0 - 2           | ESM Gonfreville-l'Orcher        |
| FC Rueil-Mamaison           | 1 - 2           | Amiens SC                       |
| FC Lilliers                 | 0 - 2           | US Gravelines                   |
| Cosmopolitan Taverny        | 0 - 6           | Rouen                           |
| ES Tarentaise               | 0 – 4           | CA Pontalier                    |
| ES Chilly                   | 1 - 6           | FC Aurillac-Arpajon             |
| RCF Mâcon                   | 4 - 1           | AS La Sanne-Saint-Romain-Surieu |
| Besançon RC                 | 2 - 1           | CS Nivolas-Vermelle             |
| Ain Sud Foot                | 2 – 3           | AFC Dommartin                   |
| US Gerzat                   | 0 - 3           | Le Puy                          |
| Aulnat Sportif              | 1 - 4           | FC Nivolet                      |
| Digione                     | 1 – 3           | Claix                           |
| ES Troyes AC                | 1 – 3           | VGA Saint-Maur                  |
| Evry FC                     | 5 - 1           | CA Paris                        |
| US Estrées                  | 2 - 0           | FC Val d'Europe                 |
| FC Saint-Armand-les-Eaux    | 0 - 4           | Compiègne                       |
| Tremblay                    | 7 – 3           | FC Templemars                   |
| Iris Lambersart             | 1 - 0           | Montigny                        |
| Nicolaite Chaillot          | 0 - 5           | US Rouvroy                      |
| La Roche-sur-Yon            | 2 – 1           | Nantes Saint-Herblain FF        |
| FC Montauban                | 1 – 2           | Tolosa                          |
| Atom SF Pierrelatte         | 1 - 3           | Saint-Cannat SC                 |
| Saint-Quentin FF            | 1 - 5           | Val d'Orge                      |
| ES Arques                   | 1 – 1 (5-3 dtr) | Évreux FC                       |

### Secondo turno
Nel secondo turno federale si aggiungono alle squadre rimanenti dal turno precedente 12 club del campionato Division 1.
Le gare si svolgono il 26 gennaio 2014.
| Squadra 1                   | Risultato       | Squadra 2           |
| --------------------------- | --------------- | ------------------- |
| CA Pontalier                | 0 - 18          | Olympique Lione     |
| ASCA Wittelsheim            | 0 - 2           | Yzeure              |
| RCF Mâcon                   | 0 - 4           | AS Algrange         |
| Olympique Marsiglia         | 1 - 1 (3-4 dtr) | FAF Marseille       |
| Besançon RC                 | 1 - 3           | CS Mars Bischheim   |
| FC Nivolet                  | 0 – 5           | Montpellier         |
| AS Saint-Martin-en-Haut     | 1 – 8           | Saint-Étienne       |
| Le Puy                      | 0 - 0 (6-5 dtr) | Nîmes               |
| US Villeneuve-lès-Maguelone | 0 - 6           | Claix               |
| AFC Dommartin               | 3 – 2           | AS Musau Strasbourg |
| FC Flers                    | 2 - 6           | VGA Saint-Maur      |
| Le Mans                     | 0 - 0 (3-2 dtr) | Guingamp            |
| Quimper Cornouaille         | 0 - 3           | FCF Juvisy          |
| Saint-Cannat SC             | 0 - 3           | FC Sète             |
| FC Lorient                  | 3 – 1           | Evry FC             |
| CPBB Rennes                 | 0 - 3           | CBOSL Football      |
| FC Aurillac-Arpajon         | 1 – 2           | AS Muretaine        |
| Soyaux                      | 5 - 1           | La Roche-sur-Yon    |
| US Saint-Malo               | 3 - 0           | Issy                |
| Limoges LF                  | 0 - 4           | Blanquefort         |
| Union Jurançonnaise         | 0 - 9           | ASPTT Albi          |
| FCE Arlac                   | 4 – 0           | ASF Les Verchers    |
| AS Nieul                    | 3 - 1           | ES Vineuil-Brion    |
| Val d'Orge                  | 0 - 3           | Paris Saint-Germain |
| Compiègne                   | 1 - 0           | Amiens SC           |
| Tremblay                    | 1 - 1 (4-2 dtr) | Rouen               |
| ES Arques                   | 4 – 8           | US Gravelines       |
| ESM Gonfreville-l'Orcher    | 2 - 1           | Iris Lambersart     |
| US Estrées                  | 0 – 6           | Arras               |
| US Rouvroy                  | 1 - 8           | Hénin-Beaumont      |
| Nancy                       | 1 - 1 (3-4 dtr) | Vendenheim          |
| Tolosa                      | 1 - 4           | Rodez               |

## Sedicesimi di finale
Le gare si sono svolte il 16 febbraio 2014.
| Squadra 1                | Risultato       | Squadra 2           |
| ------------------------ | --------------- | ------------------- |
| Tremblay                 | 1 - 11          | Hénin-Beaumont      |
| Saint-Étienne            | 4 - 0           | Yzeure              |
| AFC Dommartin            | 0 - 4           | FAF Marseille       |
| Claix                    | 0 - 6           | Olympique Lione     |
| FC Sète                  | 2 - 6           | Le Puy              |
| AS Muretaine             | 2 - 3           | Rodez               |
| ASPTT Albi               | 1 – 3           | Soyaux              |
| AS Nieul                 | 1 - 5           | FCE Arlac           |
| FC Lorient               | 0 - 1           | CBOSL Football      |
| Blanquefort              | 0 - 3           | Montpellier         |
| US Saint-Malo            | 0 - 1           | VGA Saint-Maur      |
| FCF Juvisy               | 8 - 0           | Compiègne           |
| Arras                    | 2 - 1           | Le Mans             |
| ESM Gonfreville-l'Orcher | 1 – 1 (4-5 dtr) | CS Mars Bischheim   |
| US Gravelines            | 0 - 4           | Vendenheim          |
| AS Algrange              | 0 – 5           | Paris Saint-Germain |

## Ottavi di finale
Le gare si sono svolte il 16 marzo 2014. 
| Squadra 1       | Risultato       | Squadra 2           |
| --------------- | --------------- | ------------------- |
| Vendenheim      | 2 - 2 (6-5 dtr) | Arras               |
| CBOSL Football  | 2 - 2 (4-5 dtr) | CS Mars Bischheim   |
| Hénin-Beaumont  | 0 – 2           | Paris Saint-Germain |
| VGA Saint-Maur  | 0 - 4           | FCF Juvisy          |
| FAF Marseille   | 1 - 4           | Soyaux              |
| Olympique Lione | 3 - 0           | Saint-Étienne       |
| Montpellier     | 8 - 0           | Le Puy              |
| FCE Arlac       | 1 - 8           | Rodez               |

## Quarti di finale
Le gare si sono svolte il 13 aprile 2014.
| Squadra 1         | Risultato | Squadra 2           |
| ----------------- | --------- | ------------------- |
| Soyaux            | 3 - 2     | Vendenheim          |
| Olympique Lione   | 6 - 0     | Montpellier         |
| CS Mars Bischheim | 0 - 9     | Paris Saint-Germain |
| Rodez             | 0 - 1     | FCF Juvisy          |

## Semifinali
Il sorteggio è stato effettuato nello stesso momento dei Quarti di finale e le gare si sono svolte il 10 e 11 maggio 2014.
| Squadra 1  | Risultato | Squadra 2           |
| ---------- | --------- | ------------------- |
| FCF Juvisy | 0 - 6     | Paris Saint-Germain |
| Soyaux     | 0 – 3     | Olympique Lione     |

## Finale
| Arbitro: | Séverine Zinck |

|                          |           |  |
| Dickenmann 57’ Petit 61’ | Marcatori |  |